# Felix Lederer

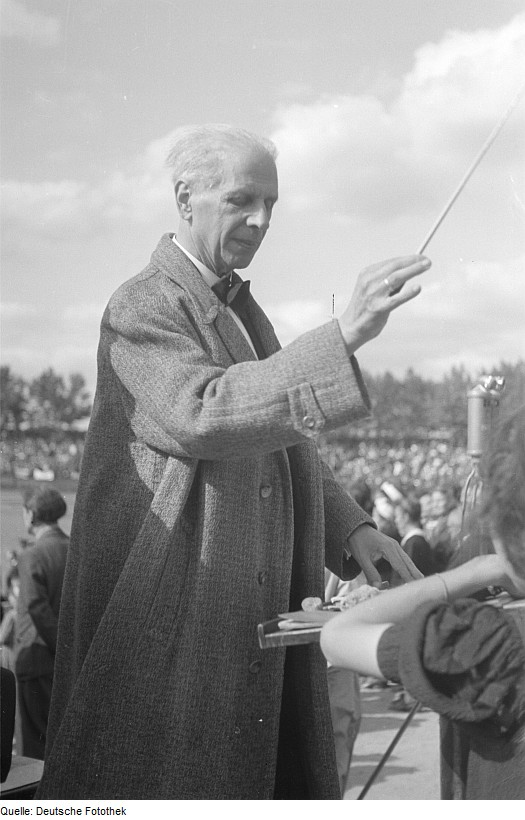
Generalmusikdirektor Felix Lederer dirigiert anlässlich des ersten Gedenktags für die Opfer des Faschismus, 9. September 1945 in Berlin.

Felix Lederer (* 25. Februar 1877 in Prag; † 26. März 1957 in Berlin) war ein österreichischer Musiker und Dirigent tschechischer Herkunft.
Lederer studierte am Prager Konservatorium und war dort u. a. Schüler von Antonín Dvořák. Später wechselte er an das Konservatorium der Gesellschaft der Musikfreunde nach Wien. 1897 erhielt Lederer sein erstes Engagement als Korrepetitor am Stadttheater von Breslau. Dieses Amt hatte Lederer bis 1899 inne und nahm im Herbst dieses Jahres einen Ruf als Zweiter Kapellmeister an die Städtischen Bühnen in Nürnberg an. Als solcher fungierte er auch bis 1903 als Leiter der städtischen Opernkapelle. 1903 holte man ihn als Ersten Kapellmeister ans Stadttheater von Augsburg, wo er zwei Jahre blieb.
Anschließend ging er ans Opernhaus Barmen und 1905 bis 1908 Stadttheater Barmen. 1908 wurde Lederer für zwei Jahre ans Stadttheater Bremen engagiert. Danach wechselte er an das Nationaltheater Mannheim und leitete dort bis 1922 als Generalmusikdirektor die Oper. Parallel dazu leitete er den Mannheimer Musikverein und brachte die städtischen Konzerte zu neuer Blüte. 1922 holte man Lederer als Generalmusikdirektor nach Saarbrücken, wo er aus politischen Gründen nach der „Heimkehr des Saargebiets“ 1935 von der Reichstheaterkammer ein Berufsverbot erhielt.
Im Frühjahr 1946 nahm Lederer einen Ruf an die Hochschule für Musik in Berlin an. Dort wirkte er bis 1952 als ordentlicher Professor für Dirigieren und Leiter der Opernschule. 1952 legte Lederer nach und nach alle seine Ämter nieder und widmete sich nur noch dem Dirigieren. Bis an sein Lebensende trat er weiterhin als erfolgreicher Konzertdirigent an die Öffentlichkeit. Sein Nachlass ist im Stadtarchiv Saarbrücken überliefert.